# Olivier Mbaizo
Olivier Mbaissidara Mbaizo (ur. 15 sierpnia 1997 w Duali) – kameruński piłkarz grający na pozycji prawego obrońcy. Od 2018 jest zawodnikiem klubu Philadelphia Union.

## Kariera klubowa
Swoją karierę piłkarską Mbaizo rozpoczął w klubie Union Duala. W 2016 roku zadebiutował w jego barwach w kameruńskiej Première Division. W 2017 roku grał w trzecioligowym klubie Rainbow FC.
W 2018 roku Mbaizo został piłkarzem amerykańskiego klubu Philadelphia Union. 23 września 2018 zaliczył w niej swój debiut w Major League Soccer w zwycięskim 2:0 domowym meczu ze Sportingiem Kansas City. W latach 2018 i 2019 grał również w rezerwach Philadelphii, zwanych Bethlehem Steel.
| Sezon | Klub               | Kraj              | Rozgrywki         | Mecze | Gole |
| ----- | ------------------ | ----------------- | ----------------- | ----- | ---- |
| 2016  | Union Duala        | Kamerun           | Première Division | ?     | ?    |
| 2017  | Rainbow FC         | Kamerun           | III liga          | ?     | ?    |
| 2018  | Philadelphia Union | Stany Zjednoczone | MLS               | 1     | 0    |
| 2018  | Bethlehem Steel    | Stany Zjednoczone | USL Championship  | 22    | 0    |
| 2019  | Philadelphia Union | Stany Zjednoczone | MLS               | 3     | 0    |
| 2019  | Bethlehem Steel    | Stany Zjednoczone | USL Championship  | 9     | 1    |
| 2020  | Philadelphia Union | Stany Zjednoczone | MLS               | 14    | 0    |
| 2021  | Philadelphia Union | Stany Zjednoczone | MLS               | 30    | 0    |

## Kariera reprezentacyjna
W reprezentacji Kamerunu Mbaizo zadebiutował 6 września 2016 w wygranym 2:1 towarzyskim meczu z Gabonem, rozegranym w Limbé. W 2022 roku został powołany do kadry na Puchar Narodów Afryki 2021. Wraz z Kamerunem zajął 3. miejsce na tym turnieju. Rozegrał na nim trzy mecze: grupowy z Republiką Zielonego Przylądka (1:1), ćwierćfinałowy z Gambią (2:0) i o 3. miejsce z Burkiną Faso (3:3, k. 5:3).